# Eva Leidmann
Œuvres principales
Auch meine Mutter freute sich nicht
Wie man sich bettet
Eva Leidmann, née le 23 août 1888 à Burghausen (Empire allemand) et morte le 6 février 1938 à Berlin (Troisième Reich), est une écrivaine et scénariste allemande. Deux de ses ouvrages firent partie de la liste des ouvrages brûlé lors des autodafés de 1933 en Allemagne.

## Carrière
Née à Burghausen en Bavière en 1988, Eva Leidmann est la fille d'aubergistes et grandit à Mühldorf am Inn avec ses trois frères et sœurs. À l'adolescence, elle travaille comme serveuse à Mühldorf puis à Munich où elle s'installe en 1908.
Le 10 mai 1933, ses deux ouvrages Auch meine Mutter freute sich nicht et Wie man sich bettet font partie de la liste des livres brûlés par les nazis lors des autodafés en Allemagne à cause de leurs thèmes. Wie man sich bettet publié en 1933 suit Fanny, une jeune serveuse dans une auberge de Munich qui tombe enceinte puis avorte, fait une dépression et finalement abandonne son enfant, une vision de la femme très éloignée de l'idéal nazie de la mère. À cette époque, elle est également journaliste pour le Hamburger Illustrierten mais elle est licenciée peu après les autodafés.
En 1934, elle parts s'installer à Berlin et commence à écrire des scénarios pour la société Universum Film AG Au pays de l'amour pour Reinhold Schünzel. Le scénario de Ein Mädchen geht an Land est basé sur un de ses ouvrages.
Elle meurt des suites d'une opération de l'appendicite le 6 février 1938 à l'âge de 49 ans.

## Filmographie

### En tant que scénariste
- 1934 : Freut Euch des Lebens de Hans Steinhoff
- 1934 : Pechmarie de Erich Engel
- 1936 : Seize Ans (Das Mädchen Irene) de Reinhold Schünzel
- 1937 : Die Kreutzersonate de Veit Harlan
- 1937 : Au pays de l'amour (Land der Liebe) de Reinhold Schünzel
- 1937 : La Mort du cygne (Fanny Elssler) de Paul Martin
- 1938 : Zwischen den Eltern de Hans Hinrich
- 1938 : Ein Mädchen geht an Land de Werner Hochbaum

## Hommages
Une plaque commémorative des autodafés de 1933 dans la ville est apposée sur la Römer à Francfort-sur-le-Main.